# Булавинов, Вадим Евгеньевич
Вади́м Евге́ньевич Була́винов (род. 20 марта 1963, Горький, РСФСР, СССР) — российский государственный и политический деятель, депутат Государственной думы VIII созыва, член фракции «Единая Россия» (с 2016 года), член Комитета Госдумы по строительству и жилищно-коммунальному хозяйству. Глава администрации Нижнего Новгорода в 2002—2010 годах. Ранее избирался депутатом Государственной думы I, III, V — VII созывов.
Из-за вторжения России на Украину, находится под международными санкциями Евросоюза, США, Великобритании и ряда других стран

## Биография
Родился 20 марта 1963 года в Сормовском районе Горького. Отец — сталевар на машиностроительном заводе, мать — работница детского комбината. Окончил нижегородскую школу № 117 и ПТУ. Работал слесарем-ремонтником на заводе «Красное Сормово».
В 1982 году был призван в ряды СА. Служил в танковых войсках в СГВ (Польша). Освоил специальность «мастер по ремонту бронетанковой техники». Демобилизовался в звании сержанта.
После армии по комсомольской путёвке был направлен на службу в ОВО Сормовского РОВД Горьковского УВД. Во время службы в органах внутренних дел поступил во Всесоюзный юридический заочный институт. В 1990 году после окончания института, как один из лучших студентов курса, получил приглашение на работу в Нижегородскую областную коллегию адвокатов.
В 1993 году был избран по одномандатному округу в депутаты Государственной думы I созыва. Входил в депутатские группы «Либерально-демократический союз 12 декабря» (1994 год), «Стабильность» (1995 год).
С 1995 года по 1999 год — депутат городской думы Нижнего Новгорода. Возглавлял комитет по местному самоуправлению.
В 1996—1999 годах — генеральный директор телестанции «Сети-НН».
В декабре 1999 года Булавинов был избран депутатом Государственной думы РФ III созыва, получив на выборах 28,62 % голосов. С 1999 по 2002 год — депутат Государственной думы, заместитель председателя депутатской группы «Народный депутат». Первый заместитель «Народной партии Российской Федерации».
29 сентября 2002 года избран мэром Нижнего Новгорода. В 2004 году вступил в партию «Единая Россия». 16 октября 2005 года переизбран на второй срок, получив более 77,5 % голосов, второе место занял первый секретарь нижегородского областного комитета КПРФ Николай Рябов с 7,02 % голосов.
25 октября 2010 года полномочия Вадима Булавинова подходили к концу. По новому закону глава администрации города теперь должен был наниматься по контракту, а глава города — избираться из числа депутатов городской Думы. Булавинов возглавил избирательную кампанию партии «Единая Россия» на выборах в Городскую думу Нижнего Новгорода. По итогам выборов «Единая Россия» одержала победу, однако губернатор Нижегородской области Валерий Шанцев отказался поддерживать кандидатуру Булавинова на пост главы города. В результате Булавинов, уже будучи депутатом городской Думы, отказался от претензий на пост председателя Гордумы и главы города, предложив на голосование кандидатуру действовавшего к тому моменту председателя Городской думы Ивана Карнилина. По результатам голосования главой города был избран другой кандидат — Олег Сорокин.
30 декабря 2010 года после того, как по семейным обстоятельствам член партии «Единая Россия» Валерий Корнилов досрочно сложил свои депутатские полномочия, освободившийся мандат депутата Госдумы пятого созыва был передан Вадиму Булавинову.
В 2011 году был избран депутатом Государственной думы шестого созыва. Входил вторым в список кандидатов региональной группы № 54 по Нижегородской области, выдвинутый партией Единая Россия, первым номером был губернатор области Валерий Шанцев. Член комитета Государственной Думы по гражданскому, уголовному, арбитражному и процессуальному законодательству. Член фракции «Единая Россия».
В 2016 году был избран депутатом Государственной думы седьмого созыва.
13 ноября 2017 года был назначен исполняющим обязанности секретаря нижегородского регионального отделения партии «Единая Россия».

## Законотворческая деятельность
С 1999 по 2019 год, в течение исполнения полномочий депутата Государственной думы III, V, VI и VII созывов, выступил соавтором 69 законодательных инициатив и поправок к проектам федеральных законов.

## Превышение полномочий
15 октября 2010 года против Булавинова было возбуждено уголовное дело по обвинению в злоупотреблении должностными полномочиями при строительстве торгового центра «Фантастика».
30 января 2013 года Следственный комитет Российской Федерации распространил информацию о подготовке документов для внесения в Государственную Думу РФ представления о лишении Вадима Булавинова депутатской неприкосновенности в связи с установленными фактами злоупотребления им должностными полномочиями в период работы в должности мэра Нижнего Новгорода. Из материалов следует, что Вадим Булавинов в обмен на включение в состав учредителей ООО «Старт-Строй» и «Дельта-Строй» своего сына Евгения с долей участия в размере 22,25 % освободил данные компании от предусмотренных муниципальным законодательством выплат 7 % стоимости законченного строительством торгово-развлекательного комплекса «Фантастика». Вадим Булавинов заявил, что не считает себя виновным и готов добровольно пройти проверку своих показаний на любом детекторе.

## Подозрения на появления в нетрезвом виде
17 июня 2014 года не смог самостоятельно покинуть самолёт, вернувшийся из Аликанте в аэропорт Домодедово. По словам очевидцев, депутат был пьян. Экипаж попытался разбудить депутата, однако после безуспешных попыток вызвал на подмогу полицейских. Они сопроводили Булавинова в медпункт, где он пришёл в себя и через полчаса уехал домой.
1 декабря 2017 года появилась информация со слов анонимного источника в ГИБДД, что В. Е. Булавинов был задержан за рулём в состоянии алкогольного опьянения и доставлен в больницу для освидетельствования. Официального подтверждения этой информации от органов ГИБДД и данных экспертиз в СМИ опубликовано не было. Помощник депутата Павел Буянов опроверг эти сведения, заявив, что у В. Е. Булавинова случился приступ, а причина его нахождения в больнице — прединсультное состояние. 4 декабря врачи разрешили ему продолжить лечение в домашних условиях. Согласно информации, предоставленной Буяновым, «После проведения двух экспертиз алкоголя или наркотиков в крови не обнаружено». В тот же день В. Е. Булавинов подал заявление о сложении полномочий исполняющего обязанности секретаря регионального отделения «Единой России» «по собственному желанию в связи с болезнью и невозможностью исполнения своих обязанностей».

## Собственность и доходы
По официальным данным совокупный доход Булавинова с супругой за 2011 год составил более 108 млн рублей, по информации на 2020 год совокупный доход с супругой также составляет 109 млн рублей. Семья владеет двумя земельными участками общей площадью 5,7 тыс. квадратных метров, двумя жилыми домами, двумя квартирами, нескольким легковыми автомобилями и моторными лодками.
Занимает 68-ю строчку в рейтинге российских доходов чиновников, составленном журналом Forbes в 2012 году.

## Санкции
23 февраля 2022 года внесён в санкционные списки стран Евросоюза за действия и политику, которые подрывают территориальную целостность, суверенитет и независимость Украины и ещё больше дестабилизируют Украину.
24 февраля 2022 года включён в санкционный список Канады «близких соратников режима» за голосование о признании независимости «так называемых республик в Донецке и Луганске».
24 марта 2022 года, на фоне вторжения России на Украину, включён в санкционный список США за «соучастие в войне Путина» и «поддержку усилий Кремля по вторжению в Украину», Госдеп США заявил что депутаты Госдумы используют свои полномочия для преследования инакомыслящих и политических оппонентов, нарушают свободу информации, ограничивают права человека и основные свободы граждан России.
Позднее, по аналогичным основаниям, включён в санкционные списки Великобритании, Швейцарии, Австралии, Японии, Украины и Новой Зеландии.

###### Уголовное преследование
22 марта 2023 года украинский суд заочно приговорил Булавинова к 15 годам лишения свободы с конфискацией имущества по статье о посягательстве на территориальную целостность и неприкосновенность Украины.

## Семья
Семья: разведён, имеет трёх сыновей и дочь. Старший сын — Евгений, двое младших сыновей родились в 2008 и 2011 годах. В июле 2023 года бывшая жена обвинила Булавинова в избиении при попытке забрать свои вещи.

## Награды
- Почётный гражданин Нижнего Новгорода (2021)[39];
- Орден Святого Благоверного Князя Даниила Московского III степени Русской Православной Церкви (2004)[40];
- Награждён медалью ордена «За заслуги перед Отечеством» II степени (2002)[41].